# Championnat du Salvador de football 1994-1995
Navigation
Saison précédente Saison suivante
La Primera División 1994-1995 est la quarante-quatrième édition de la première division salvadorienne.
Lors de ce tournoi, l'Alianza FC a tenté de conserver son titre de champion du Salvador face aux neuf meilleurs clubs salvadoriens.
Chacun des dix clubs participant était confronté quatre fois aux neuf autres équipes. Puis les quatre meilleurs se sont affrontés lors d'une phase finale à la fin de la saison.
Seulement une place était qualificative pour la Coupe des champions de la CONCACAF et deux places pour le Tournoi des Géants d'Amérique Centrale.

## Les 10 clubs participants
| \| CD Águila Cojutepeque FC Club Deportivo FAS CD Municipal Limeño CD Luis Ángel Firpo Alianza FC Atlético Marte CD El Roble CD Tiburones AD El Transito \| Localisation des clubs engagés dans le championnat. |
| CD Águila Cojutepeque FC Club Deportivo FAS CD Municipal Limeño CD Luis Ángel Firpo Alianza FC Atlético Marte CD El Roble CD Tiburones AD El Transito                                                           |

| Club                | Stade                        | Capacité          | Ville              |
| CD Águila           | Stade Juan Francisco Barraza | 10 000            | San Miguel         |
| Alianza FC          | Stade Cuscatlán              | 45 925            | San Salvador       |
| Cojutepeque FC (en) | Stade inconnu                | Capacité inconnue | Cojutepeque        |
| Club Deportivo FAS  | Stade Oscar Quiteño          | 15 000            | Santa Ana          |
| CD Municipal Limeño | Stade Jose Ramon Flores      | 5 000             | Santa Rosa de Lima |
| CD Luis Ángel Firpo | Stade Sergio Torres          | 5 000             | Usulután           |
| CD Atlético Marte   | Stade Cuscatlán              | 45 925            | San Salvador       |
| CD El Roble         | Stade Mauricio Vides         | 4 000             | Ilobasco           |
| CD Tiburones        | Stade inconnu                | Capacité inconnue | Acajutla           |
| AD El Transito      | Stade Hanz Usko              | 3 000             | La Libertad        |

## Compétition
La compétition se déroule en deux phases :
- La phase de qualification : les trente-six journées de championnat.
- La phase finale : les matchs à élimination directe allant des demi-finales à la finale.

### Phase de qualification
Lors de la phase de qualification les dix équipes affrontent à quatre reprises les neuf autres équipes selon un calendrier tiré aléatoirement.
Les quatre meilleures équipes sont qualifiées pour les demi-finales.
Le classement est établi sur l'ancien barème de points (victoire à 2 points, match nul à 1, défaite à 0).
Le départage final se fait selon les critères suivants :
- Le nombre de points.
- Le nombre de points particulier.
- La différence de buts particulière.
- La différence de buts générale.
- Le nombre de buts marqués.

#### Classement initial
| Rang | Équipe              | Pts | J  | G  | N  | P  | Bp | Bc  | Diff |
| ---- | ------------------- | --- | -- | -- | -- | -- | -- | --- | ---- |
| 1    | CD Luis Ángel Firpo | 56  | 36 | 20 | 14 | 2  | 74 | 27  | +47  |
| 2    | Club Deportivo FAS  | 54  | 36 | 20 | 11 | 5  | 65 | 35  | +30  |
| 3    | CD Águila           | 42  | 36 | 12 | 15 | 9  | 54 | 34  | +20  |
| 4    | CD Atlético Marte   | 42  | 36 | 14 | 13 | 9  | 58 | 44  | +14  |
| 5    | CD El Roble (P)     | 35  | 36 | 10 | 14 | 12 | 39 | 40  | -1   |
| 6    | AD El Transito      | 34  | 36 | 11 | 11 | 14 | 49 | 55  | -6   |
| 7    | CD Tiburones        | 33  | 36 | 8  | 16 | 12 | 42 | 48  | -6   |
| 8    | Alianza FC (T)      | 31  | 36 | 10 | 10 | 16 | 51 | 54  | -3   |
| 9    | CD Municipal Limeño | 28  | 36 | 4  | 20 | 12 | 34 | 52  | -18  |
| 10   | Cojutepeque FC (en) | 18  | 36 | 4  | 10 | 22 | 34 | 111 | -77  |

| Légende : Qualifications et relégations | Légende : Qualifications et relégations                  |
| --------------------------------------- | -------------------------------------------------------- |
|                                         | Qualifié pour les quarts de finale                       |
|                                         | Relégué en Segunda División                              |
|                                         | (T) : Tenant du titre (P) : Promu de la saison 1993-1994 |

### La phase finale
Les quatre équipes qualifiées sont réparties dans le tableau final d'après leur classement général.
En cas d'égalité sur la somme des deux matchs, une prolongation et une séance de tirs au but ont éventuellement lieu.

#### Tableau final
|  |                     |            |                     |                    |            |   |   |        |        |        |        |        |
|  | 1/2 finale          | 1/2 finale | 1/2 finale          | 1/2 finale         | 1/2 finale |   |   | Finale | Finale | Finale | Finale | Finale |
|  |                     |            |                     |                    |            |   |   |        |        |        |        |        |
|  |                     |            |                     |                    |            |   |   |        |        |        |        |        |
|  | Club Deportivo FAS  | (2)        | 3                   |                    |            |   |   |        |        |        |        |        |
|  | Club Deportivo FAS  | (2)        | 3                   |                    |            |   |   |        |        |        |        |        |
|  | CD Atlético Marte   | (4)        | 2                   |                    |            |   |   |        |        |        |        |        |
|  | CD Atlético Marte   | (4)        | 2                   | Club Deportivo FAS | (2)        | 1 | 3 |        |        |        |        |        |
|  |                     |            |                     |                    |            | 1 | 3 |        |        |        |        |        |
|  |                     |            | CD Luis Ángel Firpo | (1)                | 2          | 1 |   |        |        |        |        |        |
|  | CD Luis Ángel Firpo | (1)        | CD Luis Ángel Firpo | (1)                | 2          | 1 | 3 |        |        |        |        |        |
|  | CD Luis Ángel Firpo | (1)        |                     |                    |            |   | 3 |        |        |        |        |        |
|  | CD Águila           | (3)        | 1                   |                    |            |   |   |        |        |        |        |        |
|  | CD Águila           | (3)        | 1                   |                    |            |   |   |        |        |        |        |        |

#### Demi-finales
| Club                | Aller | Retour | Club              | Commentaire |
| Club Deportivo FAS  | 3-2   | [ 1 ]  | CD Atlético Marte |             |
| CD Luis Ángel Firpo | 3-1   | [ 1 ]  | CD Águila         |             |

#### Finale
| 25 juin 1995 | CD Luis Ángel Firpo | 2:1 | Club Deportivo FAS | Stade Cuscatlán |  |
|              | Piggot · Piggot     |     | Rivera             |                 |  |

| 2 juillet 1995 | Club Deportivo FAS                   | 3:1 | CD Luis Ángel Firpo | Stade Cuscatlán |  |
|                | Bordón 61e · Bordón 84e · Bordón 88e |     | Toro 79e            |                 |  |

## Bilan du tournoi
| Tableau d'Honneur          |                    |
| Compétition                | Vainqueur          |
| Primera División 1994-1995 | Club Deportivo FAS |

| Qualifications continentales 1995-1996 |                                      |
| Coupe des champions de la CONCACAF     | Qualifiés                            |
| Troisième tour de qualification        | Club Deportivo FAS                   |
| Tournoi des Géants d'Amérique Centrale | Qualifiés                            |
| Phase de Groupe (en)                   | Club Deportivo FAS CD Atlético Marte |

| Promotions et relégations   |                     |
| Relégué en Segunda División | Cojutepeque FC (en) |
| Promu de Segunda División   | CD Dragon           |